# United Hockey League 1998/99
Die Saison 1998/99 war die achte reguläre Saison der United Hockey League (bis 1997 Colonial Hockey League). Die elf Teams absolvierten in der regulären Saison je 74 Begegnungen. Das punktbeste Team der regulären Saison waren die Muskegon Fury, die in den Play-offs zum ersten Mal den Colonial Cup gewannen.

## Teamänderungen
Folgende Änderungen wurden vor Beginn der Saison vorgenommen:
- Die Brantford Smoke wurden nach Asheville, North Carolina, umgesiedelt und änderten ihren Namen in Asheville Smoke.
- Die Dayton Ice Bandits kehrten nach einjähriger Inaktivität in die Liga zurück, wurden nach Utica, New York, umgesiedelt und änderten ihren Namen in Mohawk Valley Prowlers.
- Die Saginaw Lumber Kings änderten ihren Namen in Saginaw Gears.

## Reguläre Saison

### Abschlusstabelle
Abkürzungen: GP = Spiele, W = Siege, L = Niederlagen, T = Unentschieden, OTL = Niederlage nach Overtime, GF = Erzielte Tore, GA = Gegentore, Pts = Punkte
| Central Division | GP | W  | L  | T | GF  | GA  | Pts |
| ---------------- | -- | -- | -- | - | --- | --- | --- |
| Muskegon Fury    | 74 | 50 | 18 | 6 | 304 | 208 | 106 |

| Eastern Division       | GP | W  | L  | T | GF  | GA  | Pts |
| ---------------------- | -- | -- | -- | - | --- | --- | --- |
| B. C. Icemen           | 74 | 39 | 30 | 5 | 280 | 238 | 83  |
| Asheville Smoke        | 74 | 36 | 35 | 3 | 292 | 331 | 75  |
| Winston-Salem Icehawks | 74 | 31 | 40 | 3 | 245 | 311 | 65  |
| Mohawk Valley Prowlers | 74 | 27 | 39 | 8 | 214 | 300 | 62  |

| West Division          | GP | W  | L  | T | GF  | GA  | Pts |
| ---------------------- | -- | -- | -- | - | --- | --- | --- |
| Port Huron Border Cats | 74 | 41 | 26 | 7 | 261 | 239 | 89  |
| Flint Generals         | 74 | 37 | 32 | 5 | 318 | 299 | 79  |
| Saginaw Gears          | 74 | 20 | 46 | 8 | 212 | 332 | 48  |

| Western Division         | GP | W  | L  | T | GF  | GA  | Pts |
| ------------------------ | -- | -- | -- | - | --- | --- | --- |
| Quad City Mallards       | 74 | 50 | 19 | 5 | 364 | 253 | 105 |
| Thunder Bay Thunder Cats | 74 | 47 | 20 | 7 | 325 | 247 | 101 |
| Madison Monsters         | 74 | 29 | 40 | 5 | 237 | 294 | 63  |

## Colonial-Cup-Playoffs
| Colonial-Cup-Viertelfinale | Colonial-Cup-Viertelfinale | Colonial-Cup-Viertelfinale |     |                        | Colonial-Cup-Halbfinale | Colonial-Cup-Halbfinale | Colonial-Cup-Halbfinale |  |  | Colonial-Cup-Finale | Colonial-Cup-Finale | Colonial-Cup-Finale |
|                            |                            |                            |     |                        |                         |                         |                         |  |  |                     |                     |                     |
| C1                         | Muskegon Fury              | 4                          |     |                        |                         |                         |                         |  |  |                     |                     |                     |
| E3                         | Winston-Salem Icehawks     | 1                          |     |                        |                         |                         |                         |  |  |                     |                     |                     |
| E3                         | Winston-Salem Icehawks     | 1                          | C1  | Muskegon Fury          | 4                       |                         |                         |  |  |                     |                     |                     |
|                            |                            |                            | C1  | Muskegon Fury          | 4                       |                         |                         |  |  |                     |                     |                     |
|                            | WT2                        | Flint Generals             | 3   |                        |                         |                         |                         |  |  |                     |                     |                     |
| E1                         | WT2                        | Flint Generals             | 3   | B. C. Icemen           | 1                       |                         |                         |  |  |                     |                     |                     |
| E1                         |                            |                            |     | B. C. Icemen           | 1                       |                         |                         |  |  |                     |                     |                     |
| WT2                        | Flint Generals             | 4                          |     |                        |                         |                         |                         |  |  |                     |                     |                     |
| WT2                        | Flint Generals             | 4                          | C1  | Muskegon Fury          | 4                       |                         |                         |  |  |                     |                     |                     |
|                            |                            |                            |     | Muskegon Fury          | 4                       |                         |                         |  |  |                     |                     |                     |
|                            | WN1                        | Quad City Mallards         | 2   |                        |                         |                         |                         |  |  |                     |                     |                     |
| WN1                        | WN1                        | Quad City Mallards         | 2   | Quad City Mallards     | 4                       |                         |                         |  |  |                     |                     |                     |
| WN1                        |                            |                            |     | Quad City Mallards     | 4                       |                         |                         |  |  |                     |                     |                     |
| E2                         | Asheville Smoke            | 0                          |     |                        |                         |                         |                         |  |  |                     |                     |                     |
| E2                         | Asheville Smoke            | 0                          | WN1 | Quad City Mallards     | 4                       |                         |                         |  |  |                     |                     |                     |
|                            |                            |                            | WN1 | Quad City Mallards     | 4                       |                         |                         |  |  |                     |                     |                     |
|                            | WN2                        | Thunder Bay Thunder Cats   | 2   |                        |                         |                         |                         |  |  |                     |                     |                     |
| WT1                        | WN2                        | Thunder Bay Thunder Cats   | 2   | Port Huron Border Cats | 3                       |                         |                         |  |  |                     |                     |                     |
| WT1                        |                            |                            |     | Port Huron Border Cats | 3                       |                         |                         |  |  |                     |                     |                     |
| WN2                        | Thunder Bay Thunder Cats   | 4                          |     |                        |                         |                         |                         |  |  |                     |                     |                     |

## Vergebene Trophäen

### Mannschaftstrophäen
| Auszeichnung                               | Team          |
| ------------------------------------------ | ------------- |
| Colonial Cup Gewinner der Playoffs         | Muskegon Fury |
| Tarry Cup Bestes Team der regulären Saison | Muskegon Fury |